# Caryonopera breviramia
Caryonopera breviramia är en fjärilsart som beskrevs av George Francis Hampson 1926. Caryonopera breviramia ingår i släktet Caryonopera och familjen nattflyn. Inga underarter finns listade i Catalogue of Life.